# جاكوبي واتكينز
جاكوبي واتكينز (بالإنجليزية: Jacoby Watkins)‏ هو لاعب كرة قدم أمريكية أمريكي، ولد في 29 مارس 1984 في لورينبرغ في الولايات المتحدة.